# Conjunt d'Espinalbet
Conjunt d'Espinalbet és un conjunt monumental de Castellar del Riu (Berguedà) inclòs a l'Inventari del Patrimoni Arquitectònic de Catalunya.

## Descripció
Conjunt d'edificacions al voltant d'un nucli format per l'església, dedicada a Sant Vicenç, la rectoria, i les restes de l'antic castell. Tot plegat, avui està molt transformat. Juntament amb les quatre cases properes, forma el nucli central del petit poblat. Són cases esparses, disposades en replans, a la falda de la muntanya. Avui és pràcticament inexistent l'activitat camperola que li donà vida inicialment, s'està produint un procés de reconversió cap a usos d'esplai i segones residències.

## Història
El 1187 trobem esmentat el castell com propietat de Guillem de Berguedà. El 831 (o 839) Espinalbet figura a l'acta de consagració de la catedral d'Urgell.